# Besate
Besate is een gemeente in de Italiaanse metropolitane stad Milaan (regio Lombardije) en telt 1813 inwoners (31-12-2004). De oppervlakte bedraagt 12,7 km², de bevolkingsdichtheid is 144 inwoners per km².

## Demografie
Besate telt ongeveer 780 huishoudens. Het aantal inwoners steeg in de periode 1991-2001 met 14,7% volgens cijfers uit de tienjaarlijkse volkstellingen van ISTAT.
| Jaar | Inwoneraantal |
| ---- | ------------- |
| 1991 | 1507          |
| 2001 | 1729          |

## Geografie
Besate grenst aan de volgende gemeenten: Morimondo, Vigevano (PV), Casorate Primo (PV), Motta Visconti.